# C/2014 E2 (Jacques)
C/2014 E2 (Jacques) — одна з довгоперіодичних комет. Ця комета була відкрита 13 березня 2014 року групою бразильських вчених на 0.45 м. телескопі обсерваторії СОНЕАР (SONEAR, англ. Southern Observatory for Near Earth Asteroids Research), що в Бразилії; комета мала 14.7m на час відкриття. Час проходження перигелію 2 липня 2014 року, перигелійна відстань 0.6639 а.о. ексцентриситет 0.999. Очікується, що під час проходження точки перигелію комета досягни максимальної, шостої зоряної величини. Афелійна відстань ~1542 а.о. Період обертання навколо Сонця 21 424 років. Найбільше зближення з Землею відбудеться 29 серпня 2014 року, на відстані 0.564 а.о. Комета пройде на відстані 0.085 а.о. (12 700 000 км) від Венери 13 липня 2014.

## Видимість
Комета перетнула небесний екватор 8 травня 2014 і стала об'єктом північної півкулі. З 3 червня 2014 по 17 липня 2014 комета буде знаходитись на кутовій відстані менше 30 градусів від Сонця. У середині липня комета повинна бути видима в бінокль. 

## Галерея

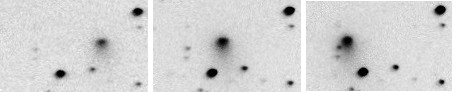
Фотографічні зображення комети C/2014 E2, зроблені в ніч на 13 березня 2014 бразильським астрономом порт. Cristóvão Jacques Lage de Faria в Олівейра, Мінас Жерайс, Бразилія.
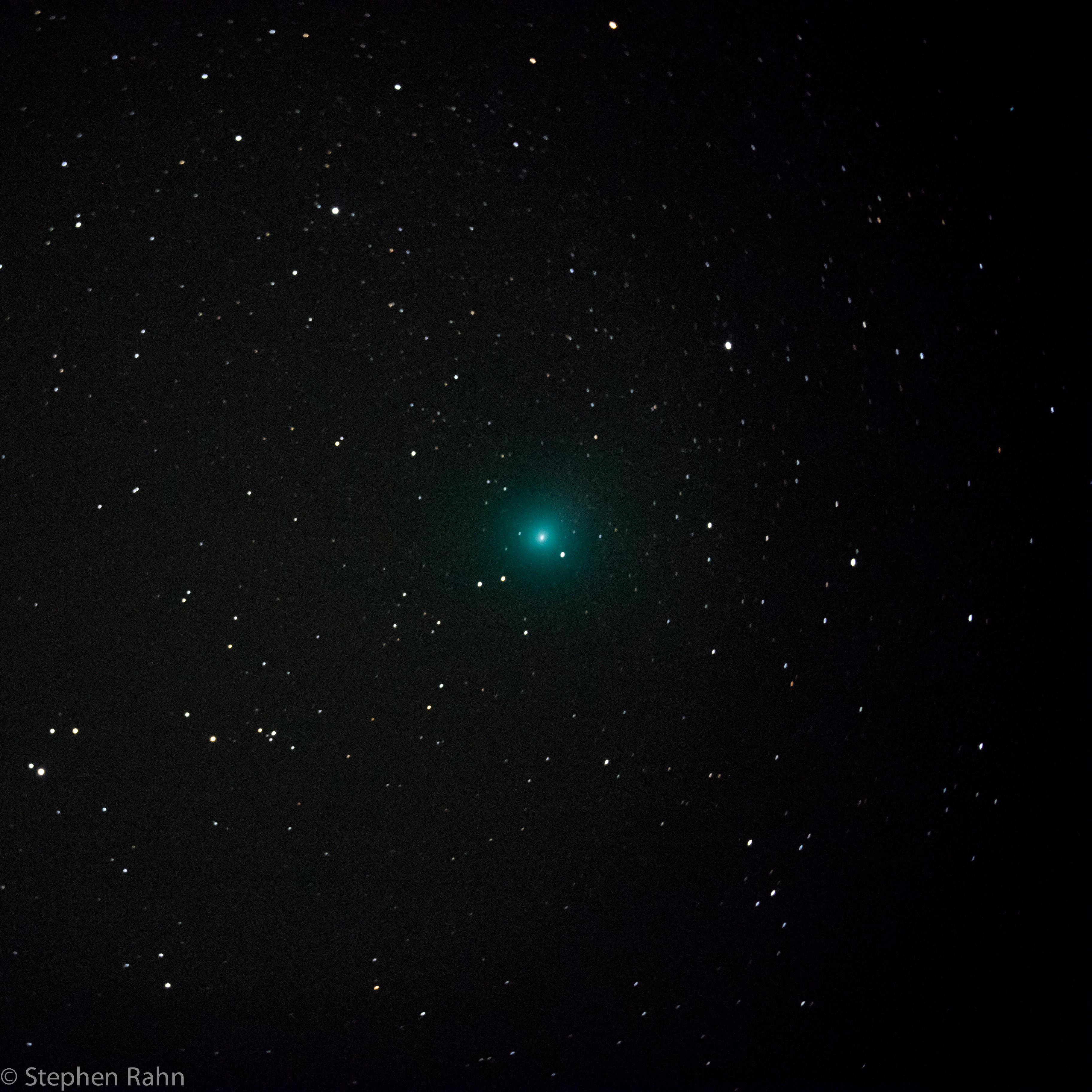
24 серпня 2014, 00:46:04. Автор: Stephen Rahn from Georgia